# Hydrogenophilaceae
Hydrogenophilaceae Garrity et al., 2006 è una famiglia di batteri appartenente alla classe dei betaproteobatteri e, come tutti i proteobatteri, sono Gram-negativi.